# Cathédrale du Sauveur du monastère Andronikov
La cathédrale du Sauveur du monastère Andronikov ou cathédrale de l'icône Acheropoïete ou le Sauveur-Saint-Andronic (en russe : Спасский собор Спассо-Андроникова монастыря) est un édifice religieux orthodoxe, témoignage de l'architecture ancienne de Moscou du XVe siècle. Le monastère Andronikov est le plus ancien édifice orthodoxe subsistant à Moscou, en dehors du kremlin de Moscou.
Selon les sources hagiographiques le monastère a été fondé en 1357. Après un incendie en 1368, qui détruisit les premiers bâtiments en bois du monastère, à l'emplacement actuel, est reconstruit un édifice en bois mais dont le sol était en pierre blanche. Un fragment a été découvert en 1993, lors des fouilles qui ont été organisées. On peut supposer que les pierres blanches découvertes, sculptées de compositions florales et animales de style et de composition archaïques renseignent sur l'existence d'une église qui aurait été construite en pierre sur le territoire du monastère entre 1360 et 1380. Entre 1420 et 1425 la cathédrale du Sauveur est à nouveau reconstruite et ses murs sont toujours en place aujourd'hui. C'est un édifice à coupole unique, quatre piliers et trois absides. André Roublev et Daniel Tcherny ont pris part à la peinture de l'église (mais des fresques initiales il ne subsiste que des fragments de motifs floraux sur les embrasures des fenêtres).

## Description
Les quatre piliers servent d'ossature à un bâtiment cubique. Mais les voûtes d'angles sont surbaissées comme c'était parfois le cas dans l'architecture russe pré-mongole. L'église de la Transfiguration à Polotsk est un exemple de cette technique  

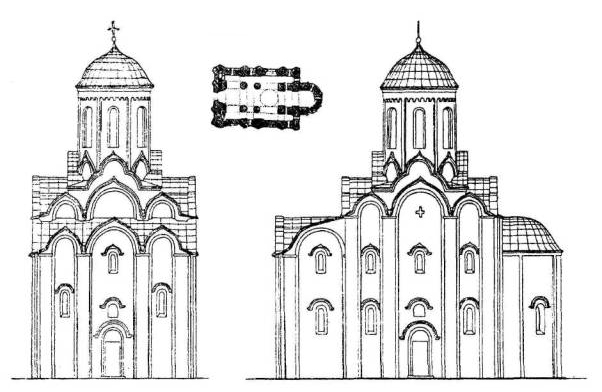
construction initiale à l'époque pré-mongole de l'Église de la Transfiguration de Polotsk.

 à l'origine, avant les restaurations qu'elle a connues. L'église Sainte-Parascève-Vendredi de la Principauté de Tchernigov (dite aussi église Pianitska) en est un autre parmi les édifices pré-mongols.
Les parties centrales des façades sont nettement surélevées et donnent une forme pyramidale à l'ensemble. Des kokochniks sur deux rangées garnissent la base du tambour de l'unique coupole. Celle-ci est inspirée de la coupole de la cathédrale Saint-Dimitri de Vladimir pour la forme des fenêtres et la décoration sous la coupole, les petits pilastres en bordure des fenêtres.
Aucun autre édifice construit à Moscou à la fin du XIVe siècle début du XVe siècle n'offre un décor de ce type.
Celui-ci est simple : des pilastres avec chapiteaux lisses, des fines demi-colonnettes sur les absides, un socle dessiné pour accentuer l'élégance de l'édifice. Les fenêtres des façades latérales sont disposées en triangle et soulignent l'élancement de l'ensemble. De même, la forme recherchée du portail surmonté d'une fresque de la Sainte Face .

## École
Les architectes du Sauveur-Saint-Andronic étaient sans doute moscovites mais l'influence pskovienne est nettement perceptible selon l'historienne Véra Traimond du fait de ses voûtes étagées en degrés. C'est un des édifices moscovites de pierre blanche de la fin du XIVe début du XVe siècle qui existent encore aujourd'hui avec la cathédrale de la Dormition sur Gorodok à Zvenigorod qui est le premier dans le temps, la cathédrale de la Trinité à Serguiev Possad, et la cathédrale de la Nativité-de-la-Vierge du monastère Saint Savva Storojevski.
L'influence vladimiro-souzdalienne se manifeste par la décoration et l'utilisation de matériaux de construction constitués de gros blocs de calcaire de 30 à 40 centimètres.

## Histoire
Un inventaire datant de 1763, signale l'existence d'une paperte avec une pièce servant de sacristie а gauche de la porte ouest. En 1779, l'architecte Yaovlev estime qu'il faut absolument restaurer les fresques et réparer l'iconostase. Il juge également nécessaire d'ouvrir une nouvelle fenêtre du côté ouest et deux fenêtres entre l'église et le paperte du côté nord comme celles qui se trouvaient déjà du côté sud et du côté ouest.

Au XIXe siècle, la cathédrale fait l'objet de transformations importantes qui commencent par la restauration partielle des dégradations qui s'étaient produites en 1812 et dont l'archimandrite Théophane rapporte : 
« L'église du monastère fondé vers 1360 par le métropolite Alexis, à la suite d'un cambriolage qui a provoqué un incendie de l'iconostase et duquel il est résulté que ses voûtes et son toit s'effondrèrent… »
En 1813, sous la direction de l'architecte Joukov, les voûtes sont restaurées en utilisant des tirants en fer. Une nouvelle iconostase est installée en 1818—1820. En 1837, l'église est repeinte à l'extérieur et à l'intérieur. L'architecte Piotr Gerasimov restaure les papertes, ajoute deux chapelles absidiales au nord et au sud de l'édifice et réalise divers aménagements à l'intérieur.
En 1934, dans le cadre d'un projet relatif à tout le monastère Andronikov, l'édifice a été examiné par l'architecte Piotr Maximov et un projet précis de restauration a été établi. L'Académie d'architecture le publie en 1940 ce qui permet de se faire une idée très claire de la valeur architecturale de la cathédrale du Sauveur.
En 1959—1960, le bâtiment est rénové pour lui redonner ses formes primitives suivant le projet de Lev David et Sergueï Podiapolski. Des controverses subsistent toutefois concernant la reconstruction de la partie qui avait disparu : le nombre des kokochniks, la forme de la coupole, la proportion du tambour et du portail des escaliers.
En 1993, de nouvelles fouilles archéologiques sont entreprises qui permettent de retrouver un trône ancien et la sépulture des fondateurs du monastère Andronik de Moscou et Savva de Moscou.
Il existe plusieurs édifices religieux à Moscou qui ont été construits et qui sont similaires à la cathédrale du Sauveur (comme le Monastère de la Nativité à Moscou). Ces analogies permettent de dater la cathédrale soit des années 1390, soit des années 1425-1427 suivant qu'on la considère comme la première ou la dernière d'une série stylistiquement et structurellement similaire. L'absence de mention d'un bâtiment en pierre dans la vie de Serge de Radonège (mort en 1392) autorise l'historien à préférer, comme plus probables, les dates de 1425—1427.